# Nordic Touring Car Championship
Nordic Touring Car Championship var ett nordiskt standardvagnsmästerskap för Grupp A-bilar, som kördes mellan 1991 och 1995, då den ersattes av Swedish Touring Car Championship.

## Säsonger
| Säsong | Mästare                       | Team             | Bilmodell     |
| ------ | ----------------------------- | ---------------- | ------------- |
| 1991   | Mika Häkkinen                 | okänt            | BMW M3        |
| 1992   | Kris Nissen                   | okänt            | BMW M3        |
| 1993   | Per-Gunnar "Peggen" Andersson | BMW Team Sverige | BMW M3        |
| 1994   | Tommy "Slim" Borgudd          | Team Magic       | Mazda Xedos 6 |
| 1995   | Per-Gunnar "Peggen" Andersson | BMW Team Sverige | BMW 318is     |